# Сложный вулкан

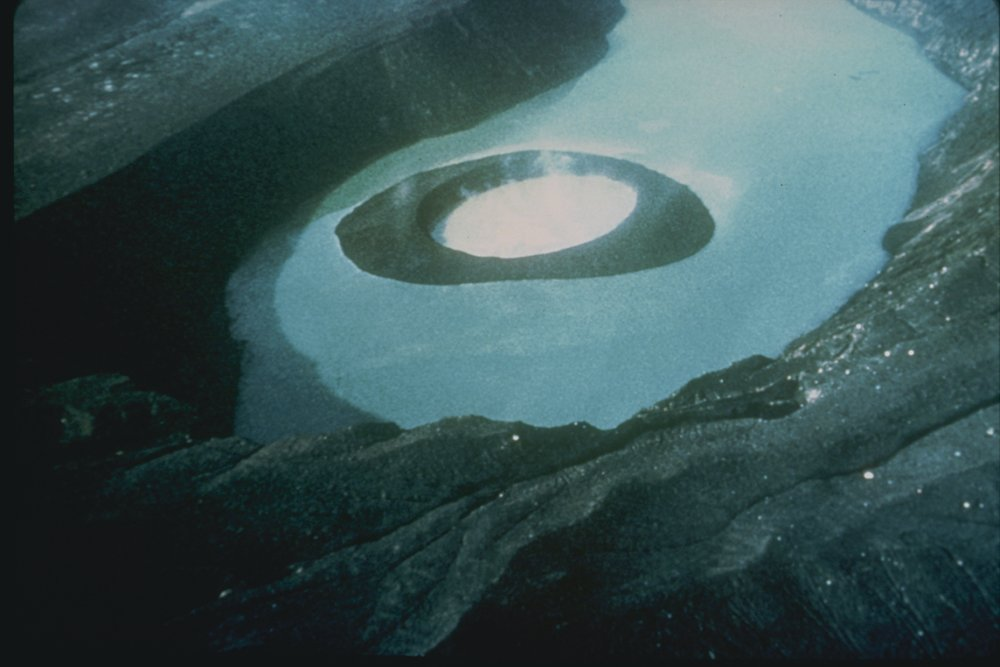
Сложный вулкан Тааль на острове Лусон (Филиппины): молодой вулканический конус в старой затопленной кальдере, образованной более ранними извержениями.

Сложный вулкан (англ. complex volcano, compound volcano) — вулканическая структура, имеющая несколько вершин и кратеров. Сложный вулкан образуется в результате нескольких извержений (иногда разных типов), происходивших при смещении жерла на небольшие расстояния, нарушающие правильную форму конуса, или вследствие поднятия молодых конусов в руинах или кальдере старого вулкана. Зачастую они формируются за счёт стратовулканов, поскольку потоки лавы и пепла накладываются друг на друга неравномерно, создавая условия для повторных взрывных извержений. Стратовулканы могут образовывать также большие кальдеры, в которых образуются многочисленные небольшие шлаковые конусы, лавовые купола и кратеры.
Обычно в конце их развития происходят крупные извержения, во время которых выбрасываются многие кубические километры раскалённого пепла и пемзы, образующихся при застывании магмы. Извержение такого большого количества магмы лишает вулкан опоры, и в результате часто происходит обрушение верхней части конуса и образование кальдеры. Извержение может состоять в основном или полностью из вертикального выброса пепла и пемзы, которые могут выпасть на площади во многие тысячи квадратных километров, но обычно оно сопровождается палящими лавинами, пепловыми и грязевыми потоками, а лавовые потоки отсутствуют или имеют незначительные размеры. Эти извержения очень опасны, поскольку являются одними из самых мощных проявлений вулканизма. Они несут с собой крупные разрушения и могут вызвать катастрофические последствия. Наиболее ярким примером этого может являться извержение в 79 года н. э. вулкана Везувий.
Хотя этот тип вулкана довольно необычен, он широко распространён в мире, а метаморфизированный вулканический туф широко распространён в породах докембрия, что свидетельствует о существовании сложных вулканов на протяжении большей части геологической истории Земли.

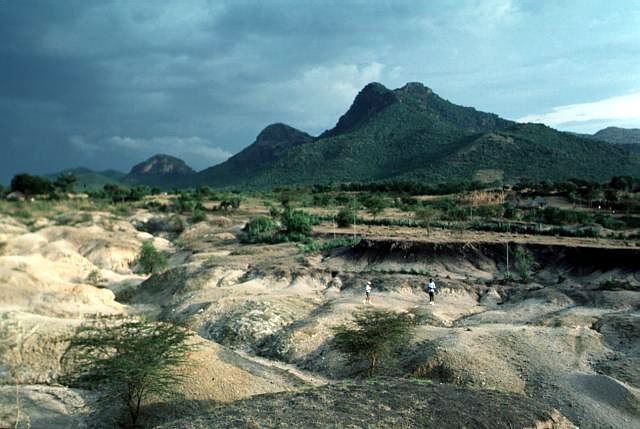
Вулкан Хома (Кения) в 1994 году
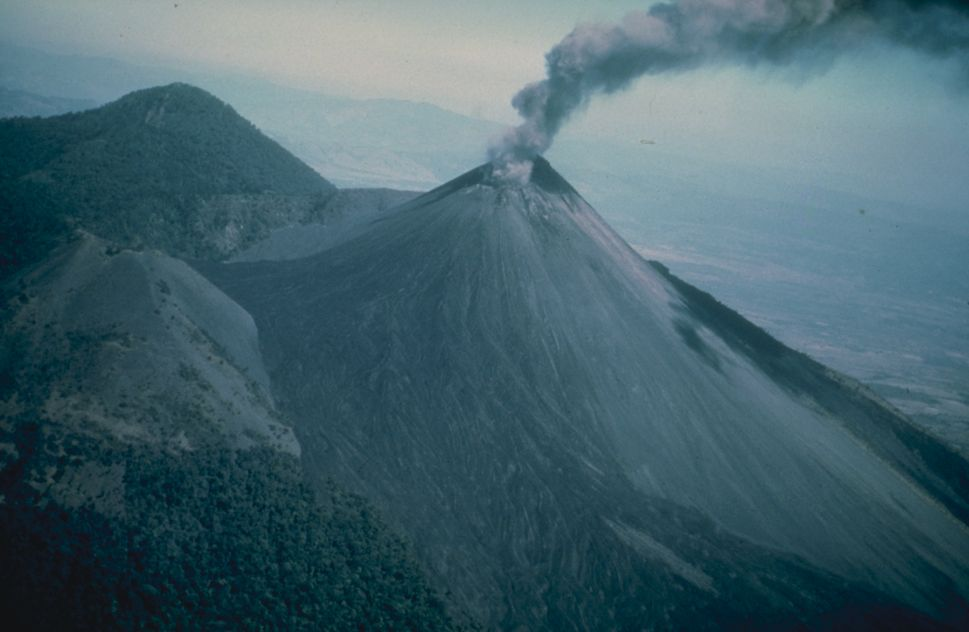
Вулкан Пакая (Гватемала) в 1976 году
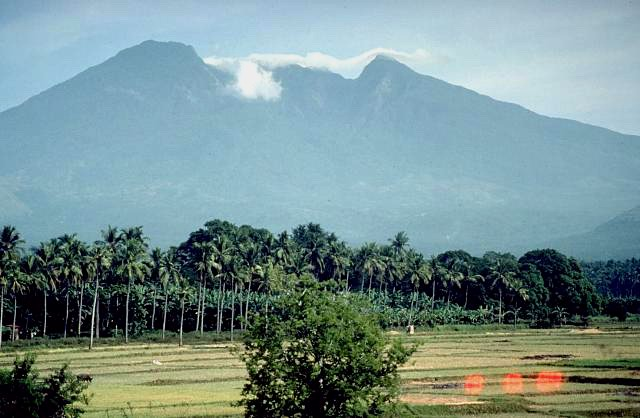
Вулкан Банахао, остров Лусон (Филиппины) в 1989 году
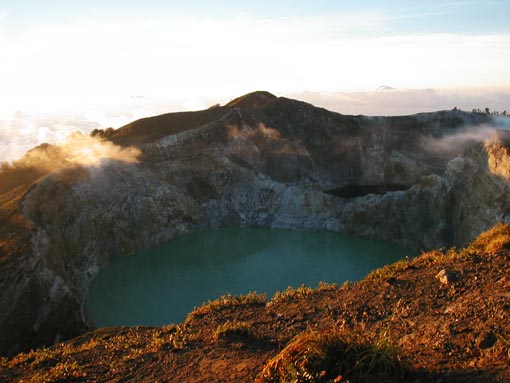
Вулкан Келимуту (остров Флорес, Индонезия) в 2002 году

## Примеры сложных вулканов
- Асача (Камчатка, Россия)
- Асама (Хонсю, Япония)
- Кусацу-Сиранэ (Кусацу, Япония)
- Банахао (остров Лусон, Филиппины)
- Вулканический комплекс озера Беннетт[англ.] (Юкон, Канада)
- Вулканический комплекс горы Эдзиза[англ.] (Британская Колумбия, Канада)
- Галерас (Колумбия)
- Грозный хребет (Курильские острова, Россия)
- Хома (Кения)
- Ирасу (Коста-Рика)
- Искья (Италия)
- Келимуту (Флорес, Индонезия)
- Лас-Пилас (Никарагуа)
- Кальдера Лонг-Велли (Калифорния, США)
- Остров Херд и острова Макдональд (Австралия)
- Моутохора (Новая Зеландия)
- Миджер (Британская Колумбия, Канада)
- Морн-Труа-Питон (Доминика)
- Пакая (Гватемала)
- Пуеуэ (Чили)
- Ринкон-де-ла-Вьеха (Коста-Рика)
- Сильвертрон (кальдера)[англ.] (Британская Колумбия, Канада)
- Сент-Эндрю-Стрейт[англ.] (Острова Адмиралтейства, Папуа — Новая Гвинея)
- Тааль (Лусон, Филиппины
- Три сестры[англ.] (Орегон, США)
- Три короля[англ.] (Новая Зеландия)
- Тонгариро, (Новая Зеландия)
- Валлес-кальдера (Нью-Мексико, США)
- Йеллоустонская кальдера (Вайоминг, США)
- Якеяма (Хонсю, Япония)